# Hundhausen (Reichshof)
Hundhausen ist eine von 106 Ortschaften der Gemeinde Reichshof im Oberbergischen Kreis im nordrhein-westfälischen Regierungsbezirk Köln in Deutschland.

## Ortslage
Hundhausen liegt nördlich der Wiehltalsperre, die nächstgelegenen Zentren sind Gummersbach (15 km nordwestlich), Köln (64 km westlich) und Siegen (39 km südöstlich).
| Bevölkerungsentwicklung | Bevölkerungsentwicklung |
| Jahr                    | Einwohner               |
| ----------------------- | ----------------------- |
| 1991                    | 3                       |
| 2005                    | 9                       |
| 2006                    | 7                       |
| 2008                    | 7                       |
| 2017                    | 4                       |
| 2018                    | 4                       |
| 2019                    | 3                       |